# 矮冠鳚

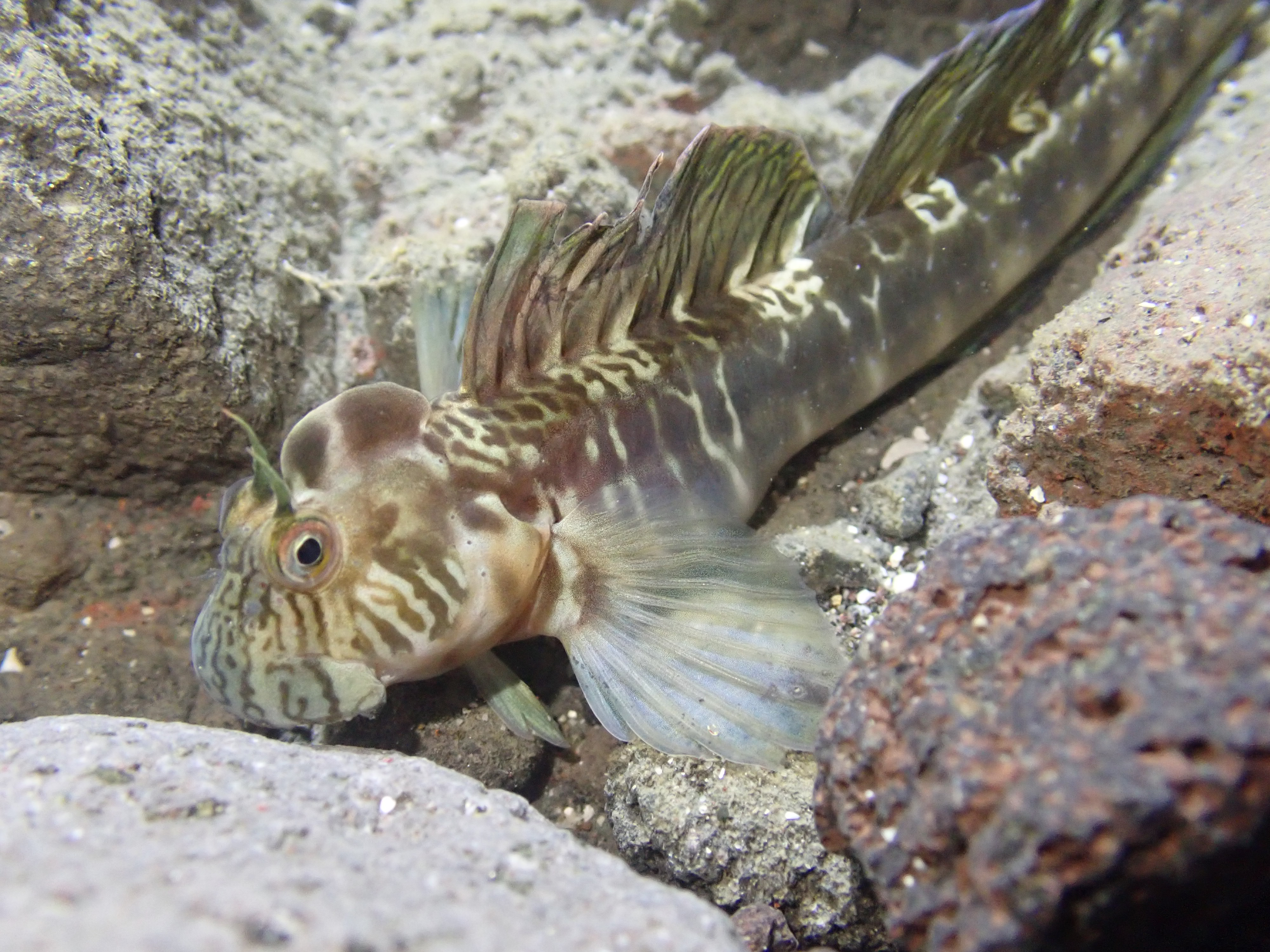
一隻在潮間帶的矮冠䲁

矮冠鳚（学名：Praealticus tanegasimae），又名種子島矮冠鳚、五帶矮冠鳚，为輻鰭魚綱鳚形目鳚科短冠鳚属的鱼类。分布于台湾岛、日本南部及關島等海域。该物种的模式产地在日本种子岛。本魚體延長，稍側扁，眼上眶有分支觸鬚，缺乏頸背觸鬚，前鼻孔後緣有小觸鬚，通常不分支，唇緣光滑，雄魚頭頂有高、薄的冠膜，雌魚無，體側有6-7對灰黑色帶，背鰭硬棘13枚、背鰭軟條17-19枚、臀鰭硬棘2枚、臀鰭軟條18-19枚，體長可達5.9公分，棲息在水淺的岩石海岸，雌魚產附著性卵，雄魚有護卵行為，幼魚為浮游性，生活習性不明。